# Perfidia (chanson)
Pour les articles homonymes, voir Perfidia et Perfidie.
Clip vidéo
[vidéo] « Glenn Miller - Perfidia », sur YouTube,[vidéo] « Xavier Cugat - Perfidia », sur YouTube
[vidéo] « Living Cuba - Perfidia », sur YouTube
Perfidia (Perfidie, en anglais) est un boléro espagnol de l'auteur-compositeur-interprète mexicain Alberto Domínguez (en),. Il est enregistré en single en version boléro cubain, par Xavier Cugat, en 1940, chez RCA Victor. Sa reprise en particulier en version big band jazz de 1941 par Glenn Miller en fait un standard de jazz,. 

## Histoire
Alberto Domínguez (en) écrit et compose cette chanson sur le thème d'une rupture amoureuse « Vers toi mon cœur crie perfidie, car j'ai trouvé l'amour de ma vie, dans les bras de quelqu'un d'autre... ». La chanson est publiée en 1939, et devient un hit, en 1940, avec divers versions du « Roi de la rumba » espagnol Xavier Cugat. 

## Reprises et adaptations
Ce titre original espagnol est repris et adapté par plus de 150 interprètes (en anglais de Milton Leeds, en français, italien, ou instrumental), dont Glenn Miller, Benny Goodman (avec Helen Forrest), Luis Mariano, Roland Gerbeau (en français), Julie London, The Four Aces (en), Charlie Parker, Laurel Aitken, Mel Tormé, Olavi Virta, Café Tacvba, Juan Arvizu , Los Machucambos, Nana Mouskouri, King Tubby, Phyllis Dillon, The Shadows, The Ventures, Trini Lopez, Linda Ronstadt (en espagnol), Nat King Cole, Dave Brubeck, Los Tres Caballeros et Javier Solís (en espagnol), Cliff Richard, Lawrence Welk, Luis Miguel, Issac Delgado, le mandoliniste Dave Apollon (en), Olivia Molina, Pérez Prado, Ibrahim Ferrer, Los Rabanes (es), Ben E. King, Manu Dibango (instrumental), Andrea Bocelli, Arielle Dombasle. 

## Cinéma et télévision
- 1942 : Casablanca, de Michael Curtiz, avec Humphrey Bogart et Ingrid Bergman.
- 1954 : Romance inachevée, d'Anthony Mann (film biographique de Glenn Miller).
- 1990 : Nos années sauvages, de Wong Kar-wai.
- 1999 : Georges et Martha, dessin animé, au générique.
- 2000 : In the Mood for Love, de Wong Kar-wai.
- 2004 : 2046, de Wong Kar-wai.
- 2004 : Si on dansait ?, de Peter Chelsom, avec Richard Gere et Jennifer Lopez.
- 2006 : Dexter, série nord-américaine, avec la version mambo-salsa des Mambo All Star[8].
- 2015 : Les Mille et Une Nuits, de Miguel Gomes.